# ヨックモック (市)
ヨックモック（スウェーデン語: Jokkmokk [ˈjɔ̌kːmɔk]）は、スウェーデンのラップランド地方にある市である。同地方のノールボッテン県にあるヨックモックというコミューン（基礎自治体）の中心地である。

## 概要
北極線から10キロメートルほど北上したところに位置する。ヨックモックとは、サーミ語で「川が曲がるところ」という意味をもつ言葉である。

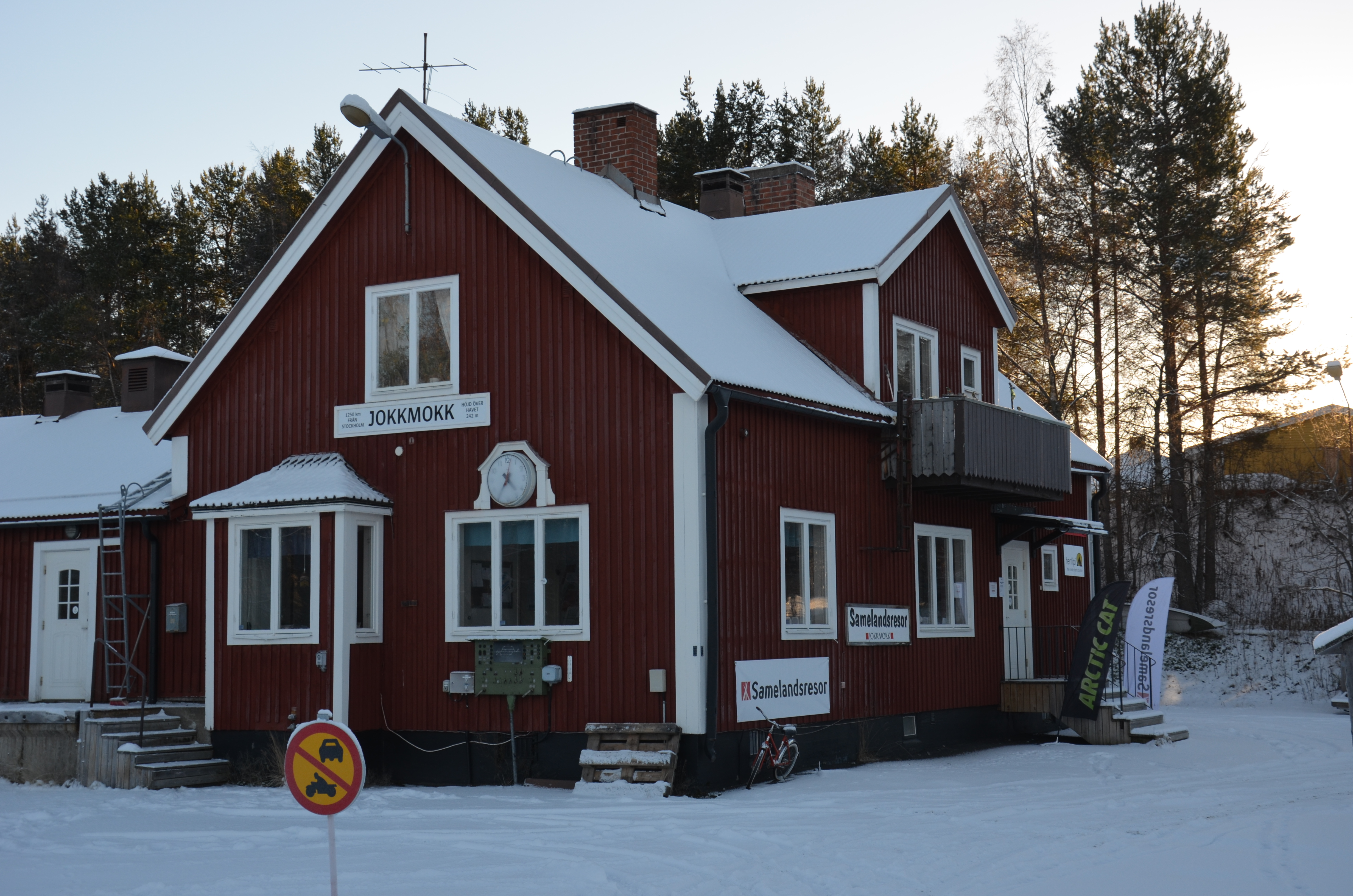
ヨックモック駅

2010年12月31日時点での人口は 2,786 人で、面積は 3.59 km2、人口密度は 776 人/km2である。人口は、1990年のおよそ 4,000 人をピークに、以降は減少傾向が続いている。
日本の洋菓子メーカーのヨックモック社の社名の由来となった町としても知られる。
鉄道の駅としては、ヨックモック駅 (sv:Jokkmokks järnvägsstation) がある。教育機関としては、サーミ高校、サーミ学校 (en:Sámi school (Sweden)) などがある。

## 歴史
1605年2月、スウェーデン王カール9世によって、ヨックモック・ウィンター・マーケット (sv:Jokkmokks marknad) という祭りが創始される。

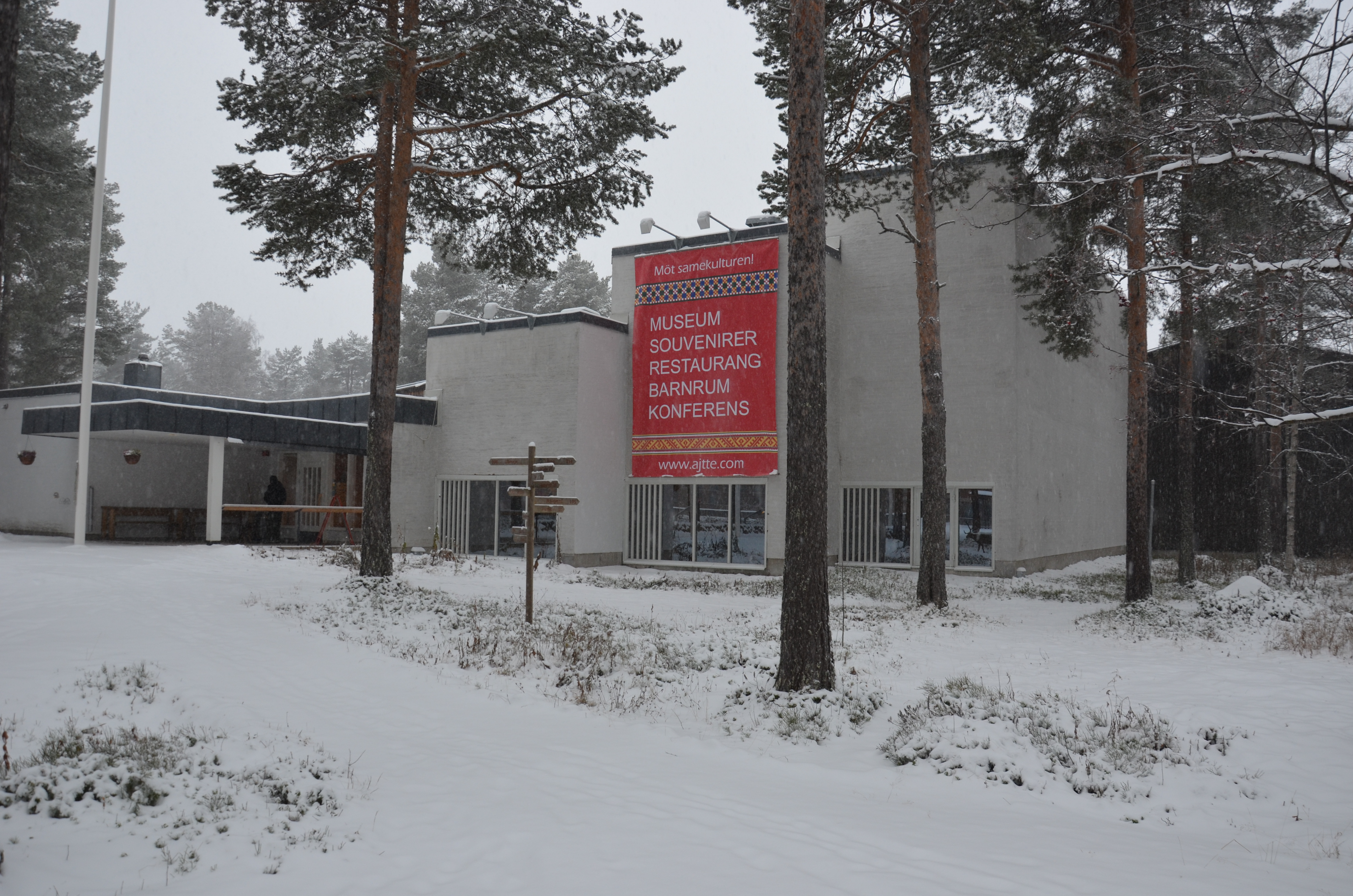
アイッテ博物館

1889年、ヨックモック教会 (en:Jokkmokk Church) が創設される。1945年、スウェーデンで初めてサーミ学校が設立される。
1953年、フィンランドのサーミ文化協会などが発起人となって、スウェーデンやフィンランド、ノルウェーのサーミ民族の代表者による北欧サーミ会議 (en:Sámi Conference) が初めて開催される。1989年、アイッテ - スウェーデン・山岳とサーミ博物館 (sv:Ájtte, Svenskt fjäll- och samemuseum) が開設される。

## 文化
アイッテ博物館では、サーミの文化や景観をテーマとした展示が行われており、同博物館に属する施設として、山岳植物園 (sv:Jokkmokks fjällträdgård) が設けられている。
ヨックモック・ウィンター・マーケットが、毎年2月の第1木曜日から開催されている。開催時期には、毎年数万人の人々が近隣や遠方からこの地を訪れる。ヨックモック・クリスマス・マーケットが、毎年12月に開催されている。教会建築としては、木造のヨックモック教会などがある。

ヨックモック社とは、同社の創業者である藤縄則一が1969年にこの地を訪れて以来、長期間にわたって文化的な交流を続けている。